# Gillis van Oosten
Gillis Cornelis van Oosten (Delft, 26 april 1916 – Delft, 21 december 2005) was een Nederlands beeldend kunstenaar. 

## Levensloop
Van Oosten volgde een opleiding aan de Academie voor Beeldende Kunst in Den Haag. Hij werkte het grootste deel van zijn leven in zijn geboortestad Delft. Van Oosten was actief als schilder, aquarellist, tekenaar, graficus en beeldhouwer. Ook werkte hij als docent aan de Koninklijke Academie van Beeldende Kunsten in Den Haag (1960-1982). Tijdens zijn carrière experimenteerde Van Oosten veelvuldig met verschillende technieken en media. Van schilderijen en tekeningen tot zeefdrukken en perspex reliëfs. Zijn oeuvre loopt uiteen van realistische landschappen en zelfportretten tot aan abstracte spettertekeningen met Oost-Indische inkt. 

## Oeuvre
Voor zijn overlijden besloot Gillis van Oosten alle werken van zijn hand die nog in zijn bezit waren, te legateren aan de gemeente Delft, ten behoeve van Museum Prinsenhof Delft. Na het in kaart brengen van alle nagelaten werken, is een representatieve dwarsdoorsnede van ruim 100 werken aan de collectie van het museum toegevoegd. Deze selectie omvat schilderijen, aquarellen, tekeningen, zeefdrukken, reliëfs, blinddrukken en litho’s. Alle perioden, technieken en stijlen zijn hierin vertegenwoordigd. 

## Zichtbaarheid kunstwerken
De werken zijn onderdeel van de collectie van het museum, maar niet altijd zichtbaar op zaal. Om de gekozen werken toch permanent en voor iedereen (digitaal) toegankelijk te maken is de website Collectie Gillis van Oosten ontwikkeld. Hierop staat de complete artistieke nalatenschap van Gillis van Oosten, waaronder ook de werken die door de gemeente Delft zijn overgedragen aan de Stichting Onterfd Goed in Eindhoven.